# Ескадрені міноносці проєкту 956
Ескадрені міноносці проєкту 956, відомі також як ескадрені міноносці типу «Сучасний» — тип ескадрених міноносців третього покоління, останній із розроблених і реалізованих у СРСР проєктів кораблів класу «ескадрений міноносець». Проєктний шифр — «Сарич», кодове позначення НАТО — Sovremenny class destroyer.
Ескадрені міноносці проєкту 956 будувалися на суднобудівному заводі № 190 ім. А. О. Жданова в період з 1976 по 1992 рік включно для Військово-морського Флоту СРСР. Останні кораблі серії добудовувалися вже для Військово-морського флоту Російської Федерації. Після розпаду СРСР закладання нових та добудова кількох вже закладених кораблів проєкту була припинена через проблеми з фінансуванням. Два корпуси в 1997-2000 роках були добудовані за проєктом 956-Е (у експортному виконанні) за замовленням Військово-морських сил Народної Визвольної Армії Китайської Народної Республіки, ще два кораблі в 2000-х роках були побудовані на експорт у КНР по модернізованому проєкту 956-ЕМ.
З моменту вступу в дію і до закінчення холодної війни ескадрені міноносці проєкту 956 інтенсивно експлуатувалися на різних морських театрах (від Баренцева моря до Перської затоки), активно брали участь у бойовій службі радянського Військово-морського Флоту, демонстрували радянську військово-морську присутність у Світовому океані, в тому числі й у зонах збройних конфліктів.

## Передісторія
Після ліквідації у 1950-ті роки в Військово-морському флоті СРСР значної частини великих надводних кораблів у 1960-ті роки в них знову виникла об'єктивна необхідність: радянський ВМФ вийшов у Світовий океан, поповнився новими кораблями, приступив до активного несення бойової служби в океанській зоні. В процесі несення бойової служби перед флотом був поставлений ряд нових завдань: бойова охорона радянських ракетних підводних човнів стратегічного призначення, пошук і стеження за підводними човнами противника в готовності до їх знищення, розвідка авіаносних угруповань, сил і засобів протичовнової війни противника, виявлення морських комунікацій і ступінь готовності потенційних театрів військових дій, виконання зовнішньополітичних акцій СРСР.
Рішення більшої частини цих завдань було можливо здійснити за допомогою з'єднань, очолюваних авіаносними крейсерами зі штурмовою і протичовновою авіацією на борту, але масштабне будівництво авіаносних кораблів виявилося неможливо здійснити через високу ціну їх будівництва. Проблему частково вирішили створенням великих протичовнових кораблів, проте останні було необхідно прикривати ракетними або ракетно-артилерійськими кораблями, яких не вистачало. Особливо гостро проблема нестачі ескортних кораблів океанської зони проявила себе у квітні 1970 року в ході великомасштабних маневрів «Океан».
Вже до 1970-х років термін служби тих, що перебували у складі Військово-морського Флоту ескадрених міноносців із 130-мм артилерією наблизився до граничного, а в перспективі кількість таких кораблів у складі радянського флоту повинна була зменшитися. Крім того, старі есмінці проєктів 30-біс і 56 (як і артилерійські крейсери проєктів 68-К і 68-біс) не були озброєні протикорабельними ракетами та починали застарівати фізично:
Було все більш очевидним що є завдання, які, скажімо, ніякою кількістю кораблів одного класу не вирішити. Доводилося визнати, що переоцінка важких далекобійних ракет і забуття артилерії було помилкою. Стало ясно — нам не вистачає багатоцільових надводних ракетно-артилерійських кораблів класу ескадрений міноносець.— (с) Павлов А.С. Есмінці 1 рангу

## Історія проєктування

### Оперативно-тактичне завдання
Розробка ескадрених міноносців проєкту 956 була розпочата на підставі постанови ЦК КПРС і Ради Міністрів СРСР № 715–250 від 1 вересня 1969 року, якою було затверджено «Програму будівництва кораблів і суден у 1971—1980 роках».
У оперативно-тактичному завданні есмінець отримав назву «корабля вогневої підтримки десанту», так як планувалося, що корабель буде діяти в основному спільно з десантними загонами. Згідно ОТЗ корабель призначався для:
1. придушення наземних малорозмірних цілей, а також об'єктів протидесантної оборони, скупчення живої сили та бойової техніки противника;
2. вогневої підтримки протиповітряної і протикатерної оборони десанту в районі висадки та на переході морем;
3. знищення надводних кораблів і десантно-висадкових засобів противника спільно з іншими силами флоту.

Крім цього кораблі проєкту 956 передбачалося використовувати спільно з великими протичовновими кораблями проєкту 1155: кораблебудівники, які працювали над проєктом, вважали, що при виконанні типових завдань пара «ескадрений міноносець» — «великий протичовновий корабель» буде перевершувати з бойової ефективності пару американських ескадрених міноносців типу «Спрюенс».

### Аванпроєкт
Аванпроєкт корабля розроблявся у Ленінграді ЦКБ-53 («Північному проєктно-конструкторському бюро»). У ході передескізного проєктування бойові завдання корабля постійно розширювалися, що вимагало від проєктувальників багатоваріантної передескізної роботи. Було прийнято рішення розглянути різні комбінації засобів озброєння у поєднанні з різними типами енергетичної установки (ЕУ): газотурбінної, дизель-газотурбінної і паротурбінної. Прототипи для варіантів ескадреного міноносця із різними енергетичними установками були обрані О. К. Шнировим. Варіант із паротурбінною установкою (прототипом був обраний проєкт 1134) мав щоглу-трубу, варіант із газотурбінною ЕУ мав дві спарені труби подібно до ВПК проєкту 61.
Для силуетів кораблів етапу аванпроєкту були характерні наступні загальні особливості:
1. гладкопалубний корпус;
2. сідлуватість у носовій частині;
3. лінійне або лінійно-піднесене розташування артилерійських установок головного калібру;
4. побортне розташування батареї малокаліберних зенітних артилерійських комплексів АК-630М — МР-123 («Вимпел»);
5. пріоритетно-піднесене розташування антенних постів РЛС висвітлення повітряної і надводної обстановки.

Оскільки великосерійне будівництво кораблів типу (50 одиниць) передбачалося розгорнути на суднобудівному заводі ім. А. О. Жданова, головні розміри судна всіх варіантів есмінця обмежувалися розмірами вільних будівельних місць (довжина — не більше 146,0 м, ширина — 16,8 м), що були в Радянському Союзі на початок 1970-х років. На етапі аванпроєкту для механічної установки було запропоновано чотири варіанти паротурбінної установки традиційної ешелонної схеми, а також два варіанти рухової установки з головними газотурбінними двигунами (у варіантах як із лінійним, так і ешелонним розташуванням). При цьому сумарна вартість газотурбінної установки та її експлуатація виявилися майже на 80 % вище аналогічних показників паротурбінної установки.
Результати роботи над аванпроєктом стали базою для вироблення ТТЗ на ескізне проєктування.

### Ескізний проєкт
Наказом начальника ЦКБ-53 О. К. Перькова в січні 1971 року головним конструктором корабля став К. А. Масленніков (заступники І. І. Рубіс і Ю. Т. Васильєв). 18 червня 1971 року Головним управлінням кораблебудування ВМФ Міноборони СРСР був укладений договір № 927/є/1017-71 з Північним проєктно-конструкторським бюро (ЦКБ-53) на розробку ескізного проєкту нового есмінця, проєкт якого отримав номер 956 і шифр «Сарич».
Робота над ескізним проєктом почалася із аналізу тринадцяти варіантів складу озброєння і вибору типу ЕУ для майбутнього есмінця. Для усіх варіантів були виконані оцінки кораблебудівних елементів; їх результати були використані ЦНДІ ім. академіка А. М. Крилова в розрахунках військово-економічної ефективності. У висновку, представленому ЦНДІ та організаціями ВМФ, оптимальним виглядом ескадреного міноносця був визнаний варіант № 4 ескізного проєкту. Але та обставина, що відносна вага зброї та боєзапасу виявився нижче, ніж на кораблях попередніх проєктів, стала однією із причин розробки додаткових варіантів ескізного проєкту. Так, у грудні 1971 року на першому розгляді матеріалів по проєкту 956 у Головнокомандувача ВМФ СРСР Адмірала Флоту Радянського Союзу С. Г. Горшкова, Північному ПКБ було рекомендовано продовжити пошук оптимального варіанту корабля. На це рішення вплинула інформація про розробку в США проєкту багатоцільового ескадреного міноносця типу «Спрюенс»; багато в чому завдяки цьому відбувся перегляд призначення проєкту 956, що супроводжувався відмовою від колишньої концепції і доданням кораблю багатоцільових функцій. Зміна призначення корабля знайшла своє відображення у перекласифікації проєкту з «корабля вогневої підтримки» в «ескадрений міноносець», як починаючи з 1971 року проєкт 956 класифікувався у більшості робочих документів. Незважаючи на це, як «ескадрений міноносець I рангу» він став офіційно класифікуватися лише за класифікацією, прийнятою Військово-морським Флотом СРСР у 1977 році.
Ескізний проєкт був розглянутий повторно і затверджений С. Г. Горшковим 16 грудня 1972 року. Уточнення технічного завдання у ході вторинного розгляду ескізного проєкту призвело до розробки остаточного варіанту ескізного проєкту під № 10. На варіанті № 10 вперше за період проєктування була передбачений майданчик для аварійної посадки вертольоту Ка-252. Зенітно-ракетним комплексом був обраний «Ураган», від чотирьох ПКР П-15М «Терміт» відмовилися на користь восьми ПКР «Москіт». У якості гармати головного калібру остаточно вибрали автоматизовані АУ АК-130, а як ЕУ — котлотурбінну (паротурбінну) енергетичну установку.
Остаточний вибір типу енергетичної установки (котлотурбінної замість більш сучасної газотурбінної) був зроблений Головкомом ВМФ С. Г. Горшковим після наради з міністром суднобудівної промисловості СРСР Б. Е. Бутомой. Це не безспірне рішення пояснювалося кількома причинами. Основним постачальником газових турбін у 1970-ті роки був Південний турбінний завод, але на момент вибору типу ЕУ для проєкту він був завантажений замовленнями і з новими замовленнями міг не впоратися. У цей же час, у Ленінграді на Кіровському заводі простоював паротурбінний цех. На користь котлотурбінної установки приводили й той аргумент, що на флоті у той час було багато споживачів дизельного палива, і у разі перебоїв з ним кораблі з КТУ, що споживали мазут, опинилися б у переважному становищі. Але при цьому не було враховано той факт, що у випадку перебоїв із постачанням палива в ході військових дій споживачі як соляру, так і мазуту були б у однаково невигідному становищі. Важливим аргументом на користь котлотурбінної установки повинна була стати й її якість. Енергетична установка ескадрених міноносців проєкту 956 повинна була стати родоначальницею нового покоління КТУ з видатними характеристиками, яких повинні були досягти завдяки застосуванню прямоточних котлів. Але прямоточні котли виявилися недієздатними, внаслідок чого їх довелося замінювати високонапірними котлами. Додатковою причиною вибору КТУ була дешевизна флотського мазуту в порівнянні з газотурбінним паливом (у роки енергетичної кризи початку 1970-х років цей аргумент був важливим).
На етапі ескізного проєкту гідроакустичного комплексу (ГАК) корабля був обраний комплекс «Платина». Встановити на кораблі більш досконалий цифровий ГАК «Поліном» виявилося неможливим через досить значні масо-габаритні характеристики ГАК «Поліном» і відсутність на ескадреному міноносці проєкту 956 резервів, витрачених раніше на встановлення потужного артилерійського озброєння (маса двох АУ АК-130 з системою подачі боєзапасу склала ≈300 т). У результаті цього, вийти на рівень американського аналога («Спрюенса») за можливостями ПЧО радянському есмінцю не вдалося, тому забезпеченням ПЧО радянських Корабельних ударних груп (КУГ) повинні були займатися великі протичовнові кораблі проєкту 1155.
У результаті всіх доопрацювань ескізного проєкту водотоннажність корабля збільшилася на 1000 тонн. Загальна вартість розробки ескізного проєкту склала 165,6 тисяч рублів.

### Технічний проєкт
У липні 1973 року Головне управління кораблебудування ВМФ СРСР уклало з Північним проєктно-конструкторським бюро договір на виконання технічного проєкту. Автором більшості варіантів технічного проєкту був В. А. Конопльов. Забезпечення науково-технічної гарантії проєкту 956 було покладено на базові дослідні інститути міністерства суднобудівної промисловості та спеціалізовані НДІ ВМФ. Загальні витрати на розробку технічного проєкту склали 204,3 тисячі рублів. Вартість контрагентських робіт, проведених у період 1972–1982 років, склала 9,447 млн рублів.
Головним конструктором проєкту в 1973 році Мінсудпромом був призначений В. Ф. Анікієв, головним спостерігачем від ВМФ — капітан 2 рангу В. Г. Басов, а пізніше — капітан 1 рангу І. М. Стецюра. Розробка технічного проєкту була завершена до кінця 1973 року, проте надалі потрібне було його коригування і уточнення. У ході роботи над технічним проєктом виявилося, що через неготовність прямоточних котлоагрегатів КВГ-1, у проєкті потрібно замінити їх паровими котлами з природною циркуляцією КВК 98/64-ПМ, встановити зсувний ангар для вертольота та забезпечити заправку останнього паливом.

## Історія будівництва
1 листопада 1973 року вважається офіційною датою початку будівництва ескадрених міноносців проєкту 956 на суднобудівному заводі № 190 ім. А. О. Жданова. Робоче проєктування було виконано в період 1973–1978 років на підставі договору № 1087/668 від 4 липня 1974 року, укладеного між Північним проєктно-конструкторських бюро та суднобудівним заводом ім. А. О. Жданова. Вартість робочого проєкту, з урахуванням контрагентських робіт, склала 2,220 млн рублів. На підставі укладеного договору, в період 1978–1981 років була розроблена приймально-здавальна та експлуатаційна документація, проведено коригування технічного проєкту будівництва головного корабля. Загальні витрати по цих роботах склали 1,743 млн рублів.
Будівництво головного корабля «Сучасний» (зав. № 861) було розпочато в червні 1975 року, будівництво останнього корабля (зав. № 877), поставленого ВМФ Росії, було закінчено в грудні 1993 року (приймальний акт підписано 30 грудня 1993 року).
Запланована для будівництва кількість кораблів серії у 1976 році була скорочена з п'ятдесяти до тридцяти двох, а в 1988-му серію було вирішено обмежити двадцятьма кораблями.
З двадцяти двох закладених ескадрених міноносців проєкту 956 сімнадцять були поставлені Військово-Морському Флоту СРСР і Росії, два були добудовані в експортній комплектації (проєкт 956-Е) і продані в КНР, три закладених, але недобудованих корабля були утилізовані на підприємстві АТВТ «Північна верф» на підставі постанови Уряду Російської Федерації від 6 липня 1995 року № 683-33 «Про державне оборонне замовлення на 1995 рік».
У ході побудови кораблів проєкту 956 на заводі ім. Жданова в Ленінграді виникла пропозиція щодо організації будівництва кораблів цього проєкту в Миколаєві на заводі імені 61 Комунара. Рішенням ВМФ і Міністерства суднобудівної промисловості Північне ПКБ передало заводу імені 61 Комунара креслення есмінця і він, у 1983 році, приступив до його будівництва; паралельно з цим здійснювалася реконструкція заводу і будівництво на правому березі річки Інгул елінгу з горизонтальними стапелями. Однак у 1986 році ця програма була зупинена та потім закрита, а два вже закладених корпуси («Значний» і «Вічний») були законсервовані.
До розпаду СРСР у склад радянського ВМФ встигло увійти чотирнадцять ескадрених міноносців цього проєкту, інші три кораблі («Неспокійний», «Наполегливий» і «Безстрашний») добудовувалися вже для ВМФ Російської Федерації. Середня тривалість будівництва одного серійного судна в базовій комплектації становила близько чотирьох років (від моменту закладки до передачі Військово-морському Флоту). На період будівництва кораблі включалися до складу 13-ї бригади споруджуваних і ремонтованих кораблів Ленінградської військово-морської бази, а на період випробувань передавалися до складу 76-ї бригади ракетних кораблів 12-ї дивізії ракетних кораблів з базуванням на Лиєпайській військово-морській базі
При будівництві ескадрених міноносців проєкту 956 застосовувався секційний спосіб складання корпусів із формуванням блоків від закладного району (машинно-котельних відділень) у ніс і корму, з агрегатним методом монтажу механізмів і автономно-районною технологією проведення електромонтажних робіт, завдяки якій спуск кораблів на воду проводився за технологічної готовності близько 70 %. Формування корпусу відбувалося у відкритому стапелі (на першій позиції). У закритому елінгу (на двох позиціях) виконувалися завантаження і монтаж парових котлів, великогабаритного обладнання, головних і допоміжних механізмів; там же проводилася установка додаткових компонентів, затягування кабелю і деякі інші роботи. Гранична маса донних секцій корпусу в період його формування доходила до 50 тонн, а палубних і бортових секцій — до 35 тонн. Спуск кораблів здійснювався через спусковий док суднобудівного заводу № 190.
З 1980 по 1991 рік при будівництві сімнадцяти серійних кораблів проєкту для ВМФ СРСР було прийнято 218 спільних рішень Головного управління кораблебудування ВМФ, Міністерства оборони СРСР та Міністерства суднобудівної промисловості СРСР. Цілі прийняття цих рішень були найрізноманітнішими. Серед них були: захист екології, зниження підводної гучності кораблів, підвищення ресурсу механізмів, заміна застарілих засобів озброєння на
більш досконалі, реалізація пропозицій Державної комісії з приймання кораблів, спрямованих на підвищення бойових і експлуатаційних якостей есмінців. Загальна сума витрат на ці роботи склала 10,721 млн рублів. Усі витрати включалися у собівартість споруджуваних кораблів на момент появи зазначених витрат.
Ціна одного ескадреного міноносця проєкту 956 на момент будівництва головного та перших двох серійних кораблів склала в середньому близько 90 млн рублів при трудомісткості власних робіт суднобудівного заводу, рівній 3814 тисяч н/годин. На етапі стабільного серійного виробництва ціна одного корабля у базовій комплектації знизилася до 71,1 млн рублів (одночасно до 2900 тис. н/годин знизилася трудомісткість власних робіт суднобудівного заводу ім. А. О. Жданова).

## Конструкція

### Архітектурний вигляд
З метою ретельного відпрацювання архітектурного вигляду ескадреного міноносця проєкту 956 ще на стадії технічного проєкту була виготовлена об'ємна модель у масштабі 1:50.
Як відзначали зарубіжні військово-морські дослідники (Е. Брейер, Н. Палмер, Дж. Кехое та інші), загальною рисою проєктів кораблів «Північного ПКБ» є зовнішня ефектність разом із суворим, виразним і навіть зловісним екстер'єром, розрахованим на якомога більший пропагандистський ефект. Це пояснювалося тим, що крім вирішення військових завдань, надводні кораблі «нерідко слугували засобом політичного переконання та інструментом впливу, проявом національної гордості та досягнень науково-технічного прогресу в СРСР». Разом з тим, пріоритет при створенні корабля відводився вимогам забезпечення максимального функціонування розміщеної на ньому зброї. Згідно з цією вимогою під керівництвом провідного конструктора В. А. Конопльова (спільно з Б. П. Дегтярьовим) велося розміщення антенних постів, пускових установок ракетної зброї і артилерійських установок.
У разі проекту 956 можна говорити про рідкісне поєднання доцільності та функціональності з виразністю, технічною естетикою і художнім стилем у проектуванні корабля (с) Овсянніков С. В., Спиридопуло В. І.— 

### Кораблебудівні елементи
Основні кораблебудівні елементи:
- Стандартна водотоннажність технічного проєкту — 6500 т;
- Повна водотоннажність — 7904 т;
- Найбільша водотоннажність (з перевантаженням паливом) — 8480 т;
- Максимальна довжина — 156,5 м;
- Довжина по ватерлінії — 145 м;
- Максимальна ширина — 17,2 м;
- Ширина по ватерлінії — 16,8 м;
- Осадка середня — 5,96 м;
- Осадка габаритна з підкільовим бульбом (при найбільшій водотоннажності) — 8,2 м.

### Корпус, надбудова та загальне розташування

#### Корпус
Кораблі проєкту 956 є типовими кораблями довгонапівбачної конструкції із S-подібною сідловиною у носовій частині, що забезпечує незатоплюваність палуби, а також усі кути обстрілу носової артилерійської установки. Коефіцієнт подовження корпусу — 8,7. Менше (порівняно з попередніми проєктами есмінців і великих протичовнових кораблів) подовження корпусу було вимушеним кроком, пов'язаним із обмеженнями по будівельному місцю. Завдяки «коротким» корпусам кораблі проєкту мають порівняно добре заходження на хвилю. Площа бічної парусності становить приблизно 1700 м². Усі палуби корабля розташовані паралельно конструктивної ватерлінії, що суттєво полегшило встановлення обладнання та озброєння, а також зробило корабель більш технологічним. По всій довжині корпусу шпангоути мають сильний розвал (у цілях поліпшення остійності). Надводний борт корабля виконаний із подвійним зломом на рівні другої і головної палуб корабля, у цілях зниження радіолокаційної помітності та збільшення внутрішнього об'єму корпусу. Обводи корпусу оптимізовані з урахуванням зменшення опору води та забезпечення незаливаємості при хвилюванні до 6-7 балів. У підкільовому бульбі, розташованому в носовій частині корпусу, знаходиться антена гідроакустичного комплексу «Платина» МГК-335МС.
За допомогою п'ятнадцяти головних непроникних перебірок корпус розділений на 16 водонепроникних відсіків. На кораблі є шість палуб: палуба півбаку, верхня, друга та третя палуби, перша та друга платформи (остання переходить у настил другого дна). Основні корпусні конструкції, а також фундаменти та підкріплення виготовлені з низьколегованої сталі. В надводній частини корпусу в районах найбільшої концентрації напружень застосовані сталеві листи з підвищеною границею плинності. В корму від кормового машинно-котельного відділення розміщені дві поздовжні перегородки, що забезпечують підвищену жорсткість кормового краю.

#### Надбудова
Помірно розвинена надбудова складається із двох блоків — носового, що закінчується баштоподібною фок-щоглою і присадкуватого кормового блоку з димовою трубою і зсувним ангаром, на якому встановлена грот-щогла. Надбудови виготовлені з алюмінієво-магнієвих сплавів. За допомогою клепки вони з'єднуються із конструкціями верхньої палуби та палуби півбаку.
|                                                       |                   |                                    |
| Злітно-посадковий майданчик і кормовий блок надбудови | Надбудови і щогли | Носовий блок надбудови та напівбак |

### Енергетична установка

#### Головна енергетична установка
Ескадрені міноносці проєкту 956 є єдиними в світі кораблями третього покоління із котлотурбінною установкою (КТУ).
Головна енергетична установка кораблів проєкту 956 складається з 2 ешелонорозташованих котлотурбінних агрегатів ГТЗА-674 загальною потужністю 100 000 к. с., один з яких розташований у носовому машинному відділенні, а інший — у кормовому. Турбозубчатий агрегат обладнаний автоматизованою системою керування із регулятором частоти обертання, що забезпечує підтримання заданої частоти обертання при зміні режимів роботи агрегатів. У носовому машинному відділенні розташовані 2 котли і права турбіна, в кормовому машинному відділенні — два котли та ліва турбіна (гребний вал у неї коротше). Редуктори з числовим співвідношенням 1:17 мають вібродемпфірування корпусу та дають на валу до 300 оборотів у хвилину.
На перших шести корпусах були встановлені високонапірні парові котли КВН-98/64, що виробляють 98 тонн пари на годину при тиску 64 кгс на см2. Починаючи із сьомого корпусу (есмінець «Стійкий») встановлювалися більш досконалі та надійні котли КВГ-3, з природною циркуляцією води (паропродуктивність кожного котла — 115 тонн пари на годину при температурі 460—475° Цельсія. Енергія вихідних газів використовується для нагріву повітря у економайзері (підігрівачі) і для приводу в дію компресора від турбонаддувного агрегату (невеликої газової турбіни), що нагнітає повітря у топки. Надлишок або нестача повітря для котлів регулюється додавочною турбінкою або відсікається через заслінку.
Подача живильної води відбувається через економайзер, звідки вода подається за допомогою живильної труби у розташовані за екраном відпускні труби, які з'єднують водяний і паровий колектори. Утворення пари відбувається на екранному ряді та конвективному пучку труб. Далі пар надходить у пароперегрівач, а потім турбіни. До складу конденсатно-живильної системи входять іонообмінні фільтри для очищення та пом'якшення води.
Система водопідготовки есмінців проєкту 956 зробила фатальний вплив на тривалість служби всіх кораблів проєкту. Нові котли корабельної КТУ стали виключно вимогливі до якості живильної води, зокрема до кількості кисню у її складі. Але на відміну від ядерних силових установок, система живильної води залишалася «відкритою» (сполучалася з атмосферним повітрям), тому водопідготовка, передбачена конструкторами, не забезпечувала необхідної якості води, що призводило до швидкого виходу з ладу котлів. Есмінці з неробочими котлами доводилося відправляти до ремонту. Досвід інтенсивної експлуатації кораблів із високонапірними котлами показав, що Військово-морський Флот СРСР до переходу на такі котлоагрегати виявився технічно й організаційно малопідготовленим.
На кораблях проєкту встановлено також допоміжний котел паропродуктивністю 14 тонн у годину. Стерно складається з електрогідравлічної машини та напівбалансирного керма площею 14 м2.
Двохвальна установка з двома малошумними гвинтами фіксованого кроку дозволяє ескадреним міноносцям проєкту розвивати повну швидкість ходу у 32 вузли та максимальну швидкість, рівну 33,4 вузлам. При нормальному запасі палива в 1740 тонн мазуту дальність плавання на максимальній швидкості досягає 1345 морських миль, а на економічній швидкості (18,4 вузли) збільшується до 3920 морських миль (4500 морських миль з паливним перевантаженням).

#### Електроенергетична система
До складу електроенергетичної установки корабля (сумарною потужністю 4900 кВт) входять: два паротурбогенератори АК-18 потужністю 1250 кВт кожен і чотири резервних дизель-генератори загальною потужністю 2400 кВт.

### Допоміжні системи та обладнання
Житлові та службові приміщення, пости та льохи боєзапасу обладнані системою кондиціонування повітря, яка забезпечує умови життєзабезпечення корабля, життєдіяльність екіпажу та його працездатність при температурі зовнішнього повітря від −25°C до +34 °C.
Для збору на стоянках у зоні суворого санітарного режиму стічних і фанових вод (з подальшим їх видаленням у спеціальні судна-збирачі відходів) ескадрені міноносці проєкту 956 обладнані п'ятьма цистернами сумарною місткістю 50 м³.
Для приймання на ходу траверзним способом із суден постачання палива, води та сухих вантажів у районі мідель-шпангоуту побортно встановлені два пристрої передачі вантажів «Струна». Є можливість приймання рідких вантажів із носа та з корми корабля традиційним кільватерним способом при буксируванні на відстані не більше 200 м.

### Екіпаж і умови життєдіяльності
Екіпаж корабля у звичайних (небойових) умовах складається з 296 осіб, у тому числі 25 офіцерів і 48 мічманів. У воєнний час екіпаж збільшується до 358 осіб.
На кораблі є двадцять два одно- і двомісних каюти для офіцерів (на 38 місць), мічмани розміщуються у двох- та чотиримісних каютах (усього 48 місць). Усі каюти офіцерського та мічманського складу мають однакову площу — 10 м2. Командир живе у житловому блоці, розташованому поруч із блоком флагмана; у розпорядженні командира знаходиться каюта і окремий санвузол. Команда розміщена в 16 кубриках по 10-25 чоловік (усього 310 місць). Житлова питома площа = 3,03 м2/чол. Харчування офіцерів відбувається у «великій кают-компанії», яка розташована в надбудові під ходовою рубкою, мічмани харчуються у «малій кают-компанії», що знаходиться під вертолітним майданчиком. Інша команда харчується у трьох столових, розміщених у суміжних відсіках.
Усі житлові приміщення радіофіковані. На кораблі є бібліотека, кіноустановка, спортзал, для купання у літній час є розбірний басейн. До складу обладнання корабля входить стандартна система кабельного телебачення. Медичний блок включає хірургічну операційну, амбулаторію, стерилізаційну, лазарет на чотири місця та ізолятор на два місця. Крім цього, на кораблі є санітарно-гігієнічні приміщення: пральня, прасувальна, сауна (лазня), носове та кормове побутове влаштування, у кожне з яких входить гальюн з умивальнею. Офіцери та мічмани користуються окремими гальюнами. Миття особового складу відбувається у душовій, мічманів — у окремому приміщенні душу, офіцерів — у сауні.
Коридори та проходи, а також ряд бойових постів на ескадрених міноносцях проєкту 956 більш тісні, ніж на великих протичовнових кораблях проєкту 1155, що мають схожі параметри. Ця особливість зумовлена тим, що на проєкті 956 установлена більш габаритна (порівняно з компактною газотурбінною установкою проєкту 1155) котлотурбінна установка, а також встановлено більш масогабаритне озброєння.

### Корабельні технічні засоби

#### Катери, шлюпки, рятувальні засоби
Шлюпковий пристрій складається з командирського катера проєкту 1390, робочого катера проєкту 338М і одного шестивеслового яла.

### Корабельні запаси
Запаси провізії зберігаються у шести коморах (для м'яса, риби, жирів, свіжозаморожених продуктів, мокрої провізії і овочів та для сухих продуктів) загальною ємністю 150 м³, в яких підтримується необхідний температурний режим від −18 °C для свіжозаморожених продуктів і до +10 °C для сухої провізії. Корабельний запас прісної води розрахований на три доби. Він зберігається у трьох цистернах загальною ємністю 106 м3. Поповнення запасів прісної води проводиться опріснювальною установкою продуктивністю 25 тонн на годину. Автономність по запасах провізії — 30 діб.

### Морехідні якості
Морехідність ескадрених міноносців проєкту 956 — необмежена. У звичайних умовах застосування зброї можливе при хвилюванні моря до 5 балів, бортовій хитавиці до 15° і кільової хитавиці до 5°. Зменшенню крену та розмахів хитавиці на швидкостях до 6 вузлів сприяє заспокоювач хитавиці з двома керованими рулями. Завдяки наявності двох керованих гвинто-рульових колонок високої ефективності кораблі проєкту можуть безпечно швартуватися у будь-яких умовах і мати можливість рухатися аварійним 3-вузловим ходом у разі виходу з ладу головної енергетичної установки. У бойовому режимі кораблі проєкту здатні перебувати в морі при 6-бальному штормі на швидкості ходу до 24 вузлів. Висота хвилі на граничному хвилюванні прийнята конструкторами в 12 метрів.
Ескадрені міноносці проєкту 956 при будь-якому стані моря можуть безпечно підтримувати хід і мати гарну керованість, що дозволяє есмінцям маневрувати на різних курсових кутах щодо вітру та хвиль без жодних обмежень.

## Бойова живучість
Бойова живучість ескадрених міноносців проєкту 956 забезпечується за рахунок виділення сталевими конструкціями в корпусі корабля погребів боєзапасів, вибухонебезпечних приміщень і відсіків енергетичної установки в місцеві протипожежні зони. До складу стаціонарних засобів пожежогасіння входять:
1. протипожежна система з кільцевою магістраллю із відростками до споживачів і сімома насосами[28];
2. системи об'ємного хімічного гасіння, піногасіння з установками для ліквідації локальних осередків пожежі, водорозпилення у відсіках та водяного зрошення перебірок і сходів (розташовані у відсіках енергетичної установки)[28];
3. системи швидкодіючого зрошення льохів боєзапасу, системи затоплення льохів боєзапасу, розташованих нижче ватерлінії[28][31].

Крім систем пожежогасіння на кораблях проєкту є:
1. системи баластування цистерн при вирішенні завдань непотоплюваності;
2. водовідливна, осушувальна та перепускна системи;
3. система універсального водяного захисту для обмивання зовнішніх поверхонь корабля в умовах зараження від зовнішніх джерел;
4. система очищення трюмових вод за допомогою видалення через сепаратори продуктивністю 2,5 м3/год з спалюванням шламу від сепарованих нафтопродуктів у допоміжному котлі.

Конструктивний захист на кораблі відсутній. Протиосколковою бронею захищені лише вежі артилерійських установок АК-130 і пускові установки протикорабельних ракет «Москіт».
Як і всі кораблі третього покоління ескадрені міноносці проєкту 956 не мають архітектурного радіолокаційного захисту. Велика кількість радіолокаційних антен, розміщених на кораблях проєкту, прямостінні ділянки борту та надбудов при плаванні «на рівний кіль» внаслідок перевідбиття із гладкою поверхнею моря дають значні показники ЕПР. Ескадрені міноносці цього проєкту мають у сім разів більшу ЕПР, ніж французькі фрегати типу «Лафайєт» (у тому числі й за рахунок більш скромних розмірів останніх), але при хитавиці різниця скорочується втричі.

## Озброєння

### Зенітне ракетне озброєння
Зенітно-ракетне озброєння кораблів проєкту представлено багатоканальним зенітним ракетним комплексом М-22 «Ураган» (починаючи з 14-го корпусу встановлювався ЗРК «Ураган-Торнадо»). Комплекс призначений для захисту корабля і кораблів з'єднання від сучасних засобів повітряного нападу та включає у себе дві однобалочні навідні пускові установки, одна з яких знаходиться на носовій надбудові півбака, а друга — на кормовій надбудові, за злітно-посадковим майданчиком. Маса одного ЗРК — 96 тонн. Загальний боєкомплект складається з 48 ЗКР (зенітних керованих ракет) типу 9М38М1, який зберігається у двох льохах на поворотних барабанах (у кожному по 24 ракети). Система управління ЗРК складається із шести радіопрожекторів підсвічування цілі та обчислювального комплексу. Ціллю для підсвічування можуть бути і надводні кораблі.
ЗРК «Ураган» здатний вести одночасний обстріл 4-6 повітряних цілей на висотах від 10 до 15 000 м і дальності від 3 до 25 км (у ЗРК «Ураган-Торнадо» дальність ураження збільшена до 70 км, а мінімальна висота польоту знижена до 5 м). Маса ЗРК — 96 тонн (у тому числі корабельна система управління важить 36 т, пускова установка — 60 т). Темп стрільби — 1 запуск у 6-12 секунд. Імовірність ураження літака дворакетним залпом досягає 0,81-0,96 коефіцієнта, а імовірність ураження крилатої ракети — 0,43-0,86.

### Артилерія
Ескадрені міноносці проєкту 956 оснащені артилерійським комплексом у складі двох спарених артилерійських установок АК-130 калібру 130 мм, багатоканальної системи управління (СУ) МР-184 («Лев-218»), що складається з дводіапазонної РЛС МР-184, телевізира, лазерного далекоміра та цифрового обчислювача; баштового оптичного пристрою, комплексу механізованої подачі боєзапасу та апаратури сполучення. Маса артустановки — 98 т, маса СУ «Лев-218» — 12 т, маса механізмів льоху — 40 т. Темп стрільби однієї артустановки — від 20 до 90 пострілів на хвилину, максимальна дальність стрільби — 24,1 км. Боєзапас на ствол — 500 пострілів, з яких до 180 завжди готові до автоматичної стрільби. Чотири стволи есмінця проєкту 956 здатні викидати за одну хвилину 6012 кг металу. За потужністю артилерійського залпу кораблі проєкту 956 перевершують німецький лінійний крейсер епохи Першої світової війни «Фон дер Танн».
Механізми завантаження і перезаряджування дозволяють вести артилерійський вогонь до повного вичерпання боєзапасу практично без ручного перевантаження боєприпасів, чим відрізняються від закордонних АУ калібру 127-мм. Як система управління використовується спеціальний візирний пост, що забезпечує ефективне ведення вогню по береговим цілям. Можливості РЛС «Лев» не дозволяють працювати артилерійським установкам есмінця від однієї СУ відразу на два борти (тільки на близьких дистанціях можливо вести прицілювання через телевізири).
Скорострільна зенітна артилерія, призначена для самооборони корабля від крилатих ракет у ближній зоні ППО, представлена двома батареями 30-мм зенітних артилерійських комплексів АК-630М (по одній батареї з борту). У складі кожної батареї є дві шестиствольні артилерійські установки з обертовим блоком стволів водяного охолодження і одна СУ «Вимпел». Ефективна дальність стрільби — до 4 км, темп стрільби — 4000 постр./хв, загальний боєзапас — 16 000 пострілів. Наведення автоматів АК-630 здійснюється виключно дистанційно від РЛС «Вимпел», або від візирної колонки. При своїх видатних бойових характеристиках батарея із двох АК-630М через гірші можливості РЛС, а також через розміщення останньої на значній відстані від осі стрільби поступається по точності стрільбі однією 20-мм ЗАУ Mark 15 Phalanx CIWS. Розрахункова кількість уражених однією батареєю АК-630 протикорабельних ракет «Harpoon» оцінювалася у середині 1970-х років у 0,4-1,0 одиниць.
У районі напівбака, попереду від носової пускової установки ЗРК «Ураган» на кораблі встановлена пара 45-мм салютних гармат 21-КМ.
|        |              |        |
| АК-130 | РЛС «Вимпел» | АК-630 |

### Протикорабельне озброєння
Протикорабельне озброєння ескадрених міноносців проєкту 956 представлено протикорабельним комплексом «Москіт» (починаючи з есмінця «Неспокійний» встановлювався вдосконалений комплекс «Москіт-М» з ракетою ЗМ-82) з двома зчетвереними ненавідними пусковими установками, в яких знаходиться вісім протикорабельних ракет. Дальність польоту ракет — 120 км (у «Москіта-М» збільшена до 170 км), ймовірність попадання навіть в умовах активної радіопротидії дорівнює 0,94-0,99 коефіцієнта. Маршова швидкість польоту — M=2,5-3, стартова маса 3930 кг, маса бойової частини — 300 кг. Корабельна система управління (КСУ) дозволяє виконати восьмиракетний залп усього за 30 секунд.

### Протичовнове і мінне озброєння

Торпеда СЕТ-65

Для боротьби з підводними човнами на кораблях проєкту в середній частині корабля на верхній палубі побортно встановлені два двотрубних 533-мм торпедних апарати. Торпедна стрільба велася торпедами СЕТ-53М, пізніше заміненими на торпеди СЕТ-65 і УСЕТ-80. До складу протичовнового озброєння ескадрених міноносців проєкту 956 входять також два реактивні бомбомети РБУ-1000 з дальністю стрільби 1000 м і загальним боєзапасом у 48 реактивних глибинних бомб з 99-кілограмовою фугасною бойовою частиною. Реактивні бомбомети розміщені в кормі, на надбудові (у районі злітно-посадкового майданчика). У завдання РБУ-1000 входить знищення підводних човнів у ближній зоні на малих глибинах, а також ураження торпед, що йдуть на корабель. Кораблі проєкту обладнані штатними мінними рейками і можуть брати на борт до 22 мін загородження типів РМ-1, ПМ-1, УДМ.

### Авіаційне озброєння

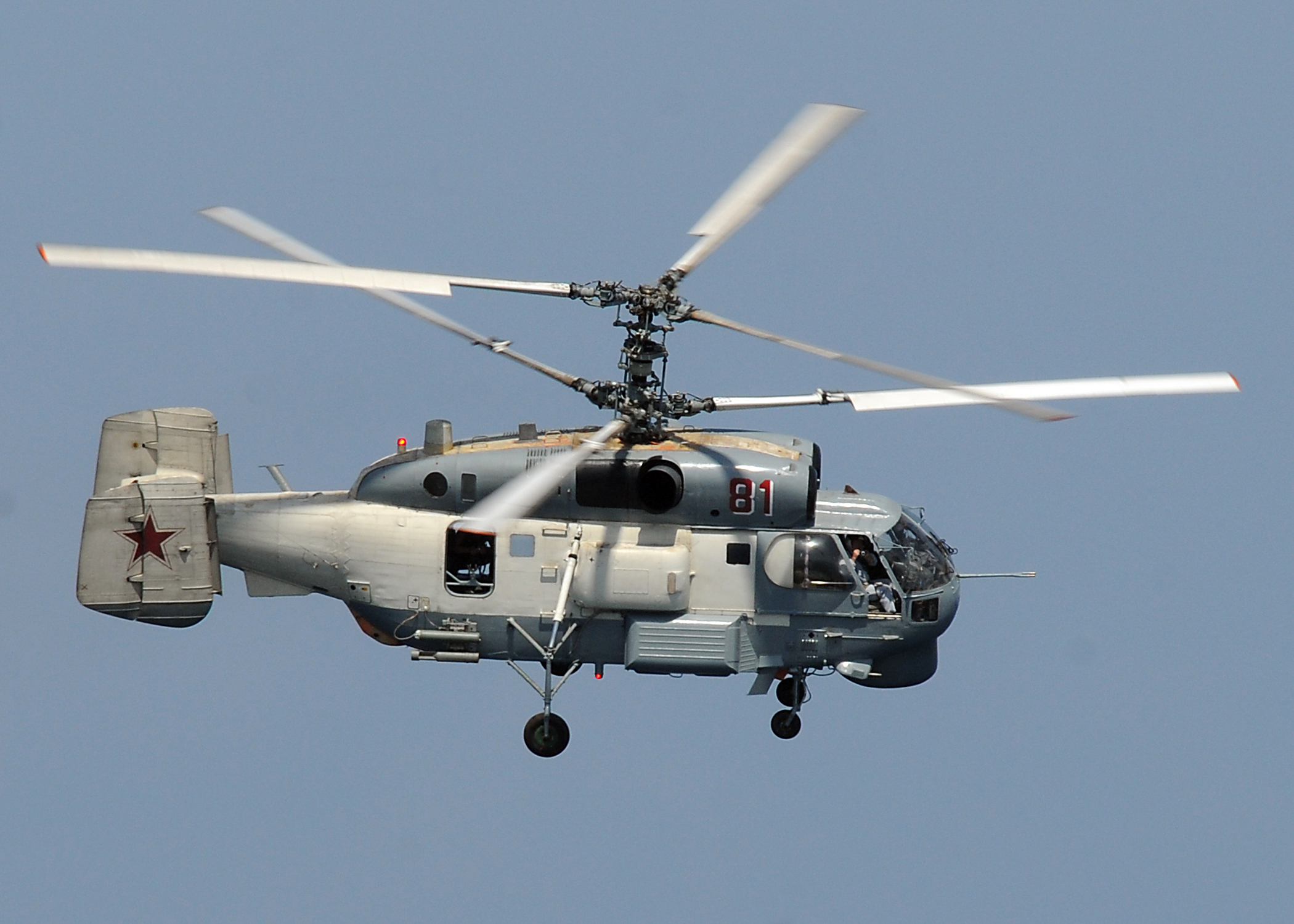
Вертоліт Ка-27

Постійний вертолітний ангар на кораблях проєкту конструкторами передбачений не був, тим не менш, замість нього на кораблях проєкту є телескопічний (зсувний) ангар із алюмінієвого сплаву, в якому можливе тимчасове укриття 1 вертольота Ка-27. Вертолітний майданчик розміщено майже посередині корабля (за кормовою надбудовою), завдяки цьому при посадці палубного вертольота розмахи кільової хитавиці позначаються набагато менше. Системи примусової посадки вертольота на корабель відсутні. У залежності від комплектації вертоліт може боротися з підводними човнами в межах зони забезпечення ППО кораблем, або вести радіолокаційну розвідку для видачі цілевказівок протикорабельному комплексу. Запас авіапалива (гасу) — 5 тонн. Запас авіаційного палива забезпечує виконання двох заправок корабельного вертольота.

### Радіотехнічне озброєння

#### Радіолокаційні станції виявлення повітряних і надводних цілей
На кораблях проєкту встановлено радіолокаційні станції (РЛС) висвітлення повітряної та надводної обстановки сантиметрового діапазону МР-710 «Фрегат» (із 1-го по 3-й корпус), МР-710М-1 «Фрегат-М» (на 4-му та 5-му корпусах) і МР-750 «Фрегат-МА» з дальністю огляду від 2 до 145 км (на всіх інших корпусах). Ці станції навіть в умовах інтенсивних завад можуть вирішувати наступні завдання:
1. здійснювати висвітлення повітряної та надводної обстановки;
2. виявляти повітряні, в тому числі малорозмірні цілі;
3. виявляти надводні цілі;
4. забезпечувати розпізнавання «свій-чужий».

Загоризонтне цілевказування здійснюється на відстані до 200 км із допомогою системи «Мост», що має чотирьохдіапазонну пасивну РЛС виявлення і цілевказування ВРХ-27, радіотехнічну станцією (обробляє інформацію від авіаційного виносного спостережного пункту та забезпечує координатну прив'язку) та систему обміну інформацією. Як засіб цілевказування протикорабельного комплексу озброєння використовується комплекс «Мінерал», як із активним радіолокаційним каналом з можливістю загоризонтного виявлення надводних цілей, так і пасивним радіолокаційним каналом. Є також канал прийому цілевказання від вертольотів і літаків.

#### Станції виявлення підводних об'єктів
Для виявлення підводних човнів і торпед на кораблях проєкту встановлено розроблену в 1970-х роках гідроакустичну станцію МГ-335 «Платина-С» з антеною у носовому бульбовому обтічнику. З шостого корпусу встановлювалася «Платина-МС» з СУ ПЧО «Пурга». Гарантована дальність виявлення підводних цілей — 1-2 км, максимально можлива дальність виявлення (при нормальних гідрологічних умовах) — 10-15 км. Для виявлення підводних диверсантів на ескадрених міноносцях проєкту 956 встановлена спеціальна станція МГ-7.

#### Автоматизовані системи управління
Бойова інформаційно-керуюча система відсутня. Усі питання взаємної інформаційної прив'язки вирішує модернізований планшет обстановки «Сапфір-У».

### Системи активної та пасивної радіопротидії
До складу засобів радіоелектронної боротьби входять комплекс радіотехнічної розвідки (РТР) МП-401, комплекс (станція) постановки активних радіоелектронних перешкод (СРЕП) МП-407. Пасивні засоби постановки хибних цілей представлені комплексом ПК-2М з двома 140-мм двоствольними пусковими установками Зіф-121 і системою управління «Кошторис». З 9-го корпусу додатково встановлювався комплекс постановки хибних цілей ПК-10М з чотирма (за іншими даними — з вісьмома) 122-мм десятиствольними пусковими установками, а також додаткові активні та пасивні засоби виявлення і придушення, такі як СРЕП і РТР «Спринт-401С».

### Штурманське озброєння
До складу штурманського озброєння входять: гірокомпас «Курс-10А», лаг ІЕЛ-1, автопрокладчик АП-4-956, ехолот НЕЛ-М2, навігаційні системи КПФ-3К і КПІ-7Ф (від систем «Маршрут», «Лоран», «Тропік» тощо), радіопеленгатор «Румб», космічні навігаційні системи АДК-3М, «Парус», «Цикада», магнітний компас КМ-145-4 і навігаційні радіолокаційні станції РЛС МР-212 (з трьома антенними постами).

## Представники
Кольори таблиці:
- — недобудований або утилізований не спущеним на воду
- — діє у складі ВМФ РФ
- — діючий у складі не російських ВМС або як цивільне судно
- — списаний, утилізований чи втрачений
- — знаходиться на зберіганні

| Назва                                                              | Модифікація                               | Зав. № | Закладений*       | Спущений на воду  | Введено в дію     | Статус                                                                                    | Примітки                                                             |
| ------------------------------------------------------------------ | ----------------------------------------- | ------ | ----------------- | ----------------- | ----------------- | ----------------------------------------------------------------------------------------- | -------------------------------------------------------------------- |
| «Сучасний»                                                         | Проєкт 956                                | 861    | 3 березня 1976    | 18 листопада 1978 | 25 грудня 1980    | Списано 30 вересня 1998 року.                                                             |                                                                      |
| «Відчайдушний»                                                     | Проєкт 956                                | 862    | 4 березня 1977    | 29 березня 1980   | 30 вересня 1982   | Списано 30 вересня 1998 року.                                                             |                                                                      |
| «Відмінний»                                                        | Проєкт 956                                | 863    | 22 квітня 1978    | 21 березня 1981   | 30 вересня 1983   | Списано 30 вересня 1998 року.                                                             |                                                                      |
| «Обачний»                                                          | Проєкт 956                                | 864    | 27 жовтня 1978    | 24 квітня 1982    | 30 вересня 1984   | Списано 30 вересня 1998 року.                                                             |                                                                      |
| «Бездоганний»                                                      | Проєкт 956                                | 865    | 29 січня 1981     | 25 липня 1983     | 6 листопада 1985  | Списано 20 липня 2001 року.                                                               |                                                                      |
| «Бойовий»                                                          | Проєкт 956                                | 866    | 26 березня 1982   | 4 серпня 1984     | 28 вересня 1986   | У списках флоту. В консервації                                                            | Пройде модернізацію і повернеться у лад до 2020                      |
| «Стійкий»                                                          | Проєкт 956                                | 867    | 28 вересня 1982   | 27 липня 1985     | 31 грудня 1986    | Списано 30 вересня 1998 року.                                                             |                                                                      |
| «Окрилений»                                                        | Проєкт 956                                | 868    | 16 квітня 1983    | 31 травня 1986    | 30 грудня 1987    | Списано 30 вересня 1998 року.                                                             |                                                                      |
| «Бурхливий»                                                        | Проєкт 956                                | 869    | 4 листопада 1983  | 30 грудня 1986    | 30 вересня 1988   | Ремонт на ТОФ.                                                                            | Пройде модернізацію і повернеться у лад до 2020                      |
| «Гримлячий» до 14 вересня 1988 року — «Ведучий»                    | Проєкт 956                                | 870    | 23 листопада 1984 | 30 травня 1987    | 30 грудня 1988    | Списано 18 грудня 2006 року.                                                              |                                                                      |
| «Швидкий»                                                          | Проєкт 956                                | 871    | 29 жовтня 1985    | 28 листопада 1987 | 30 вересня 1989   | У складі ТОФ.                                                                             |                                                                      |
| «Розторопний»                                                      | Проєкт 956                                | 872    | 15 серпня 1986    | 4 червня 1988     | 30 грудня 1989    | Списаний.                                                                                 | У кінці вересня 2014 року відправлений у м. Кронштадт для утилізації |
| «Безбоязкий»                                                       | Проєкт 956                                | 873    | 8 січня 1987      | 18 лютого 1989    | 28 грудня 1990    | Ремонт на ТОФ.                                                                            | Пройде модернізацію і повернеться у лад до 2020                      |
| «Гримлячий» до 9 грудня 2007 року — «Нестримний»                   | Проєкт 956-А                              | 874    | 24 лютого 1987    | 30 вересня 1989   | 25 червня 1991    | У складі ПФ. У резерві.                                                                   | Пройде модернізацію і повернеться у лад до 2020                      |
| «Неспокійний»                                                      | Проєкт 956-А                              | 875    | 18 квітня 1987    | 9 червня 1990     | 28 грудня 1991    | У складі БФ. ВМБ Балтійськ.                                                               | Пройде модернізацію і повернеться у лад до 2020                      |
| «Наполегливий» до 15 лютого 1992 року — «Московський комсомолець». | Проєкт 956-А                              | 876    | 7 квітня 1988     | 19 січня 1991     | 30 грудня 1992    | У складі БФ, ВМБ Балтійськ.                                                               | Флагман Балтійського флоту.                                          |
| «Адмірал Ушаков» до 29 червня 2004 року — «Безстрашний»            | Проєкт 956-А                              | 877    | 6 травня 1988     | 28 грудня 1991    | 30 грудня 1993    | У складі ПФ.                                                                              |                                                                      |
| «Значний»                                                          | Проєкт 956                                | 2211   | 30 серпня 1983    | 17 жовтня 1987    |                   | Будівництво було припинено. Спущений на воду і служив плавучим складом, пущений на метал. |                                                                      |
| «Ханчжоу» екс-«Важливий»                                           | Проєкт 956-Е (закладений у проєкті 956-А) | 878    | 4 листопада 1988  | 27 травня 1994    | 25 грудня 1999    | У складі Східного флоту ВМС Китаю.                                                        |                                                                      |
| «Фучжоу» екс-«Вдумливий»                                           | Проєкт 956-Е (закладений у проєкті 956-А) | 879    | 22 квітня 1989    | 16 квітня 1999    | 25 листопада 2000 | У складі Східного флоту ВМС Китаю.                                                        |                                                                      |
| «Буйний»                                                           | Проєкт 956-У                              | 880    | 1992              | -                 | -                 | Будівництво зупинено при готовності 20 %.                                                 |                                                                      |
| «Тайчжоу» екс-«Значний»                                            | Проєкт 956-ЕМ                             | 138    | 3 липня 2002      | 27 квітня 2004    | 28 грудня 2005    | У складі ВМС Китаю.                                                                       |                                                                      |
| «Нінбо» екс-«Вічний»                                               | Проєкт 956-ЕМ                             | 139    | 15 листопада 2002 | 23 липня 2004     | 28 вересня 2006   | У складі ВМС Китаю.                                                                       |                                                                      |

## Модифікації

### Модифікації кораблів проєкту 956 (1980-ті роки)
У ході будівництва всієї серії кораблів, ескадрені міноносці зазнали часткової модернізації. З сьомого корпусу (заводський № 867) на кораблі встановлювалися більш досконалі котли КВГ-3. На четвертому та п'ятому корпусах («Обачний» і «Бездоганний») замість РЛС «Фрегат-М» встановлювалася модифікація останньої «Фрегат-М1» з однією плоскою і однієї параболічної антеною. З шостого корпусу встановлювалася РЛС «Фрегат-М2», що має дві плоскі антени. З 14-го корпусу (модифікація 956-А) на корабель встановлювався вдосконалений ЗРК «Ураган-Торнадо», а також встановлювалося нове радіоелектронне та навігаційне обладнання. Зовнішній вигляд корабля у результаті майже не змінився, але водотоннажність збільшилася майже на 100 тонн.

### Експортна модифікація
Питання про можливості створення експортної модифікації есмінців проєкту 956 розглядалося керівництвом ВМФ СРСР ще у 1977-1978 роках. Після повернення адмірала С. Г. Горшкова з поїздки в Польщу (з чергових навчань ОВД) 1977 року начальнику 1-го ЦНДІ Міністерства оборони було надано усну вказівку розробити тактико-технічне завдання (ТТЗ) на експортну модифікацію проєкту для Військово-морських сил Польської Народної Республіки. Експортний варіант корабля повинен був відрізнятися від прийнятого у технічному проєкті (для недопущення витоку інформації про новітні зенітні ракети та протикорабельні комплекси). Протикорабельний комплекс «Москіт» був замінений на 4 ПУ ПКР П-20, замість 2 ЗРК «Ураган» передбачалося встановити 2 ЗРК «Оса-М», замість РЛС «Фрегат-М» — РЛС «Ангара». Також розглядалися варіанти заміни ГАС «Платина» на ГАС «Титан-2» або навіть «Аргунь». Заміна 130-мм артилерійських установок АК-130 на АУ меншого калібру також розглядалася, хоча і була заборонена Головним командуванням ВМФ. Розробка ТТЗ по експортній модифікації есмінця була припинена у зв'язку з масовими страйками в Польщі та введенням у 1981 році в цій країні воєнного стану.

### Проєкт пасажирського судна на базі проєкту 956
Північним ПКБ у 1993 році було виконане опрацювання пасажирського судна на базі конверсованих корпусів кораблів проєкту 956 (заводські № 879, 880). Судно водотоннажністю близько 7000 тонн і пасажиромісткістю у 450 чоловік, відносилося до класу пасажирських лайнерів і призначалося для лінійних перевезень пасажирів, а також виконання короткочасних (до 10 діб) круїзних рейсів. Головні параметри конструктивної ватерлінії залишилися тими ж, що й у базового проєкту, але найбільша довжина корпусу збільшилася до 159,2 м, а осадка навпаки зменшилася до 5,4 м. Швидкість повного ходу склала 18 вузлів, дальність плавання досягла 10 000 морських миль. Екіпаж повинен був становити 161 людину.
Для розміщення пасажирів на судні передбачалося влаштувати 11 кают «люкс», 18 одномісних кают і 205 двомісних. На судні також повинні були розміщуватися два ресторани на 360 місць, чотири бари, казино, приміщення ігрових автоматів, відеосалон, спортзал, дві сауни, пляж «лідо» й універсальний магазин. Але проєкт залишився нездійсненим.

## Модернізація

### Проєктні дослідження 1980-х років
У 1981–1982 роках у Північному проєктно-конструкторському бюро був виконаний ряд проєктних досліджень щодо вдосконалення бойових і експлуатаційних можливостей кораблів проєкту та можливості установки на ньому нових зразків озброєння і техніки. В ході дослідницьких робіт були розглянуті різні варіанти енергетичної установки, одночасно з'ясовувалася можливість заміни котлотурбінної енергетичної установки на газотурбінну. Всього було опрацьовано п'ять варіантів ГЕУ з різним складом і різними потужностями, діапазон водотоннажності проєктованого корабля коливався від 8000 до 14 000 тонн.
У процесі проєктних досліджень розглядався цілий ряд потенційних змін у складі озброєння корабля, завдяки яким модернізований корабель слід було б розглядати вже як багатоцільовий. У плані зміни складу засобів ПЧО були опрацьовані варіанти розміщення на есмінці більш потужних гідроакустичних комплексів для збільшення дальності та поліпшення точнісно-імовірнісних характеристик виявлення підводних цілей. Розглядався варіант посилення авіаційного компонента корабля до двох протичовнових вертольотів із відповідним боєзапасом.
Поліпшення можливостей радіолокаційних засобів із висвітлення повітряної обстановки та забезпечення цілевказівки зброї повинно було забезпечуватися розміщенням на кораблі другого антенного поста радіолокаційної системи загального виявлення. До зенітно-ракетного комплексу середньої дальності «Ураган» додавалося від двох до чотирьох бойових модулів зенітного ракетно-артилерійського комплексу (ЗРАК) самооборони.
Результати аналізу військово-економічної ефективності показали, що проведення модернізації ескадреного міноносця проєкту 956 методом простого додавання усіх видів озброєння на одному кораблі здатне зробити проєкт багатофункціональним. Проте у ході цього аналізу проведення модернізації за цим методом було визнано дуже дорогим шляхом до вирішення поставленої проблеми, тому розгляд глибокої модернізації проєкту свого подальшого розвитку до кінця 1980-х років так і не отримав.

### Розроблення проєкту 956У
Роботи над проєктом есмінця із посиленим складом озброєння (пр. 956У) були розпочаті в Північному ПКБ у кінці 1980-х років. Головним конструктором проєкту залишався І. І. Рубіс, головним спостерігачем від ВМФ був спочатку капітан 2 рангу С. М. Сургаєв, а пізніше капітан 2 рангу М. А Цюх. Проєктом було передбачено три варіанти модернізації. Відмінність першого варіанту від базового проєкту 956 полягала в тому, що замість пускових установок для ПКР «Москіт» на кораблі розміщувалися похилі універсальні пускові установки (УПУ) СМ-403 для 16 крилатих ракет класу ПКР і КРВД. Відмінність другого від першого варіанту полягала в тому, що окрім заміни пускових установок комплексу «Москіт» на місці кормової АУ АК-130 розміщувалася установка вертикального пуску ЗС-14 на 16 крилатих ракет. Третій варіант модернізації передбачав розміщення тільки кормової УВПУ на 24 ракети з демонтажем ПУ ПКРК «Москіт».
В УПУ і УВПУ всіх трьох варіантів передбачалося розмістити крилаті ракети «Онікс» і «Калібр» в будь-якій комбінації. Цілевказання для крилатих ракет повинен був забезпечувати новий радіолокаційний комплекс (РЛК) «Монумент», що встановлюється замість РЛК «Мінерал» (ВРХ-27). Установки РБУ-1000 і усі ЗАК АК-630М знімалися. Замість них передбачалося розмістити 2 бойових модуля ЗРАК «Кортик» (для перших двох варіантів) і 4 аналогічних модуля для третього варіанту. Стандартна водотоннажність модернізованого корабля у остаточному варіанті наблизилася до рівня 6700-6750 тонн.
Усі необхідні проєктні роботи були виконані до кінця 1991 року. Однак через відсутність фінансових ресурсів у період практично повного припинення фінансування військового суднобудування добудова вже закладених кораблів за проєктом 956У не проводилася, а всі подальші роботи по ньому були згорнуті.

### Проєкт 956Е
У 1997—2000 роках два корпуси (№ 878 «Єкатеринбург» — колишній «Важливий» і № 879 «Олександр Невський» — колишній «Вдумливий») були добудовані за проєктом 956Е і поставлені ВМС НВАК Китайської Народної Республіки. Технічний проєкт ескадреного міноносця проєкту 956Е був відкоректований «Північним ПКБ»; також були розроблені нові робочі креслення, необхідні для будівництва кораблів за зміненим проєктом.
Контракт на продаж кораблів, побудованих за цим проєктом, було підписано 19 листопада 1997 року, а вже у грудні 1999 року перший есмінець був зданий комісії, а потім переданий китайському екіпажу під назвою «Ханьчжоу» (б/н 136). Другий корабель, «Фучжоу» (б/н 137), був переданий китайському екіпажу в грудні 2000 року. За своїми тактико-технічними характеристиками та конструкцією проєкт 956Е майже повністю повторює проєкт 956. Зміни торкнулися лише складу озброєння, виконаного в експортному варіанті та головної енергетичної установки.

### Проєкт 956ЕМ
Проєкт 956-ЕМ, розроблений Північним ПКБ під керівництвом головного конструктора В. П. Мішина, суттєво відрізняється від базового проєкту 956 і від проєкту 956-Е. Від своїх попередників цей проєкт відрізняється збільшеними головними розмірами корабля, підвищеною до 200 км дальністю стрільби модернізованого ПКРК «Москіт-МЕ», заміною чотирьох ЗАК АК-630 на два бойових модуля зенітного ракетно-артилерійського комплексу «Каштан», відсутністю кормової артилерійської установки, на місце якої була «зсунута» ПУ ЗРК «Штиль», наявністю у кормовій надбудові під грот-щоглою повноцінного вертолітного ангара для постійного базування вертольота. Два кораблі, побудовані за даним проєктом: «Тайчжоу» (б/н 138) і «Нінбо» (б/н 139) були введені в склад Військово-морських сил КНР у 2005—2006 роках.

## Історія служби
Перший корабель проєкту 956 («Сучасний») прибув до складу радянського Військово-морського Флоту 24 січня 1981 року. 30 грудня цього ж року він, за планом випробувань корабельного озброєння, здійснив перший міжфлотський перехід серед усіх есмінців 956-го проєкту, обігнув Європу і, вийшовши до Середземного моря, прибув у Севастопольську ВМБ. 20 березня 1983 року, перебуваючи на першій бойовій службі, есмінці «Сучасний» і «Відчайдушний» у складі корабельної ударної групи з декількох кораблів провели навчальну мінну постановку.
З чотирнадцяти ескадрених міноносців проєкту 956, переданих флоту до 8 грудня 1991 року, вісім кораблів («Сучасний», «Відчайдушний», «Відмінний», «Бездоганний», «Окрилений», «Гримлячий», «Розторопний» і «Нестримний») увійшли до складу 56-ї бригади есмінців 7-ї Оперативної ескадри кораблів Північного флоту ВМФ СРСР, шість інших кораблів («Обачний», «Бойовий», «Стійкий», «Швидкий», «Бурхливий» і «Безбоязненний») увійшли до складу різних сполук Тихоокеанського флоту (переважно в склад 175-ї бригади ракетних кораблів).
Під час служби у Військово-морському Флоті СРСР ескадрені міноносці проєкту 956 брали активну участь у великій кількості бойових служб військово-морських навчань, таких як «Океан-83», «Атлантика-84», «Заполяр'я-84», «Ескадра-84», «Монкада-85» та інших. Кораблі проєкту виконували контроль за навчаннями ВМС країн НАТО у Норвезькому і Середземному морях, стежили за корабельними і авіаносними групами флотів США і Великої Британії. Крім бойових завдань, есмінці проєкту 956 виконували й мирні місії, наносили офіційні та дружні візити в порти ряду країн: Алжиру, В'єтнаму, НДР, Греції, Єгипту, Індії, КНР, Куби, Лівії, Сирії, США, ФРН, Югославії, країн Африки та інших, демонструючи радянський військово-морський прапор.
Розпад СРСР привів до різкого (у 20 разів) скорочення державного замовлення для ВМФ, що включає як будівництво нових кораблів, так і комплексний ремонт кораблів, що вже перебувають у складі флоту. Недофінансування торкнулося і кораблів проєкту 956: будівництво нових ескадрених міноносців було припинено (добудовувалися лише вже закладені), а поточний і середній ремонт вже побудованих кораблів затримувався, або взагалі не проводився. Це, а також проблеми з експлуатацією котлотурбинної енергетичної установки, призвели до того, що більшість есмінців проєкту 956 знаходилося у строю менше десяти років, хоча розрахунковий термін їх служби повинен був перевищувати два десятиліття. Так, усього п'ять років експлуатувався есмінець «Стійкий», шість років — «Окрилений», сім років — «Нестримний» і «Обачний», вісім років — «Бездоганний», «Гримлячий» і «Спритний», дев'ять років — «Бойовий» і «Безбоязненний».
У результаті, вже до 2002 року з сімнадцяти есмінців, побудованих для ВМФ СРСР і ВМФ Росії, у строю фактично перебувало лише п'ять кораблів: «Бойовий», «Бурхливий», «Неспокійний», «Наполегливий» та «Безстрашний», інші кораблі або були пущені на метал, або відправлені в резерв чи на консервацію. До 2011 року з сімнадцяти есмінців у строю фактично залишилося усього три кораблі: «Наполегливий» — на Балтійському флоті (флагман), «Швидкий» — на ТОФ, «Адмірал Ушаков» — на ПФ.
Після 1991 року активність експлуатації ескадрених міноносців проєкту 956 багаторазово знизилася і в складі ВМФ Росії цим кораблям вдалося взяти участь лише у кількох виходах на бойову службу. У грудні 1995-березні 1996 року есмінець «Безстрашний» у складі АБГ (АК «Адмірал Кузнєцов», АПЧ «Вовк», сторожовий корабель «Палкий», 3 танкери і 2 рятувальних буксири) ніс бойову службу в Середземному морі й Атлантиці з відвідуванням портів Тунісу, Сирії і Мальти.
З 17 лютого до 30 квітня 1997 року есмінець «Наполегливий» із складу Балтійського флоту під командуванням контр-адмірала В. Н. Апановича здійснив похід у південну частину Атлантичного океану та Індійський океан за маршрутом Балтійськ — Абу-Дабі — Саймонстаун — Кейптаун — Балтійськ. Участь корабля у міжнародній виставці озброєнь у Абу-Дабі сприяла укладенню контракту на продаж двох ескадрених міноносців проєкту 956-Е.
У вересні-жовтні 2004 року есмінець «Адмірал Ушаков» (колишній «Безстрашний») у складі АБГ (АК «Адмірал Кузнєцов», Атомний ракетний крейсер «Петро Великий», ракетний крейсер «Маршал Устінов», 2 ВПК, танкер і 2 буксири) брав участь у навчаннях Північного флоту в Північно-східній Атлантиці.
|               |               |
| «Бездоганний» | «Відмінний»   |
|               |               |
| «Обачний»     | «Розторопний» |

## Оцінка проєкту

### Порівняльна оцінка проєкту з кораблями третього покоління

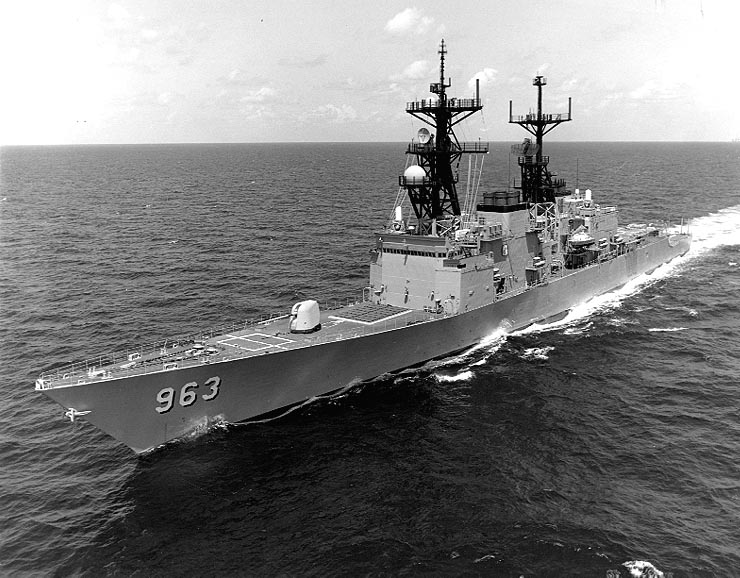
USS Spruance (DD-963)

Головним бойовим противником кораблів проєкту 956 у 1980-ті роки був його американський аналог — есмінець третього покоління типу «Спрюенс». Порівняння кораблебудівних елементів двох проєктів дозволяє відзначити, що ескадрені міноносці типу «Спрюенс» мали більш «прогонистий» (вузький) корпус і внаслідок цього — меншу морехідність і підвищену бортову хитавицю та заливаємість у порівнянні з кораблями проєкту 956.
Газотурбінна енергетична установка «Спрюенсу» володіє безперечною перевагою перед котлотурбінною ЕУ проєкту 956: крім компактності, меншої ваги, простоти обслуговування і ремонту, а також підвищеної живучості при струсах та бойових пошкодженнях газові турбіни «Спрюенса» розвивають повну потужність з холодного стану всього за 12 хвилин, тоді як котлам, встановленим на проєкті 956, потрібно для цього 1,5 години.
По артилерійському і протикорабельному озброєнню проєкт 956 перевершує тип «Спрюенс», але протичовнові можливості останнього істотно вище за рахунок більш потужної, ніж «Платина-С», гідроакустичної станції AN/SQS-53 і наявності у складі керованого озброєння протичовнового комплексу ASROC. Екіпаж есмінців проєкту 956 на 50 осіб більше, ніж екіпаж есмінців типу «Спрюенс».
Установлені на «Спрюенси», в ході модернізацій, вертикальні пускові установки Mk-41, призначені для розміщення крилатих ракет «Томагавк», дали «Спюренсу» широкі можливості атаки віддалених берегових об'єктів і перевагу в дальності дії озброєння за рахунок розміщення протикорабельної модифікації «Томагавка» RGM-109B TASM (Tomahawk Anti-ship missile).
При порівнянні корабля проекту 956 з американським ЕМ «Kidd» перевага зберігається, але дещо згладжується у вирішенні завдань ППО і КРЗ. Але слід пам'ятати, що «Kidd» створювався у свій час для ВМС Ірану та потрапив у ВМС США «випадково» (після розірвання контракту через ісламську революцію в Ірані)... Порівнювати ж наш корабель з англійськими, французькими та італійськими ЕМ побудови 1970-1990-х років марно, так як бойові можливості есмінців проекту 956 тут поза конкуренцією.
|                                                       |                                                |
| Японський есмінець JS Hatakaze (DD-171)               | Французький есмінець Latouche Treville (D 646) |
|                                                       |                                                |
| Італійський есмінець Luigi Durand de la Penne (D 560) | Англійський есмінець HMS Birmingham (D86)      |

### Порівняльна оцінка проєкту з кораблями четвертого покоління

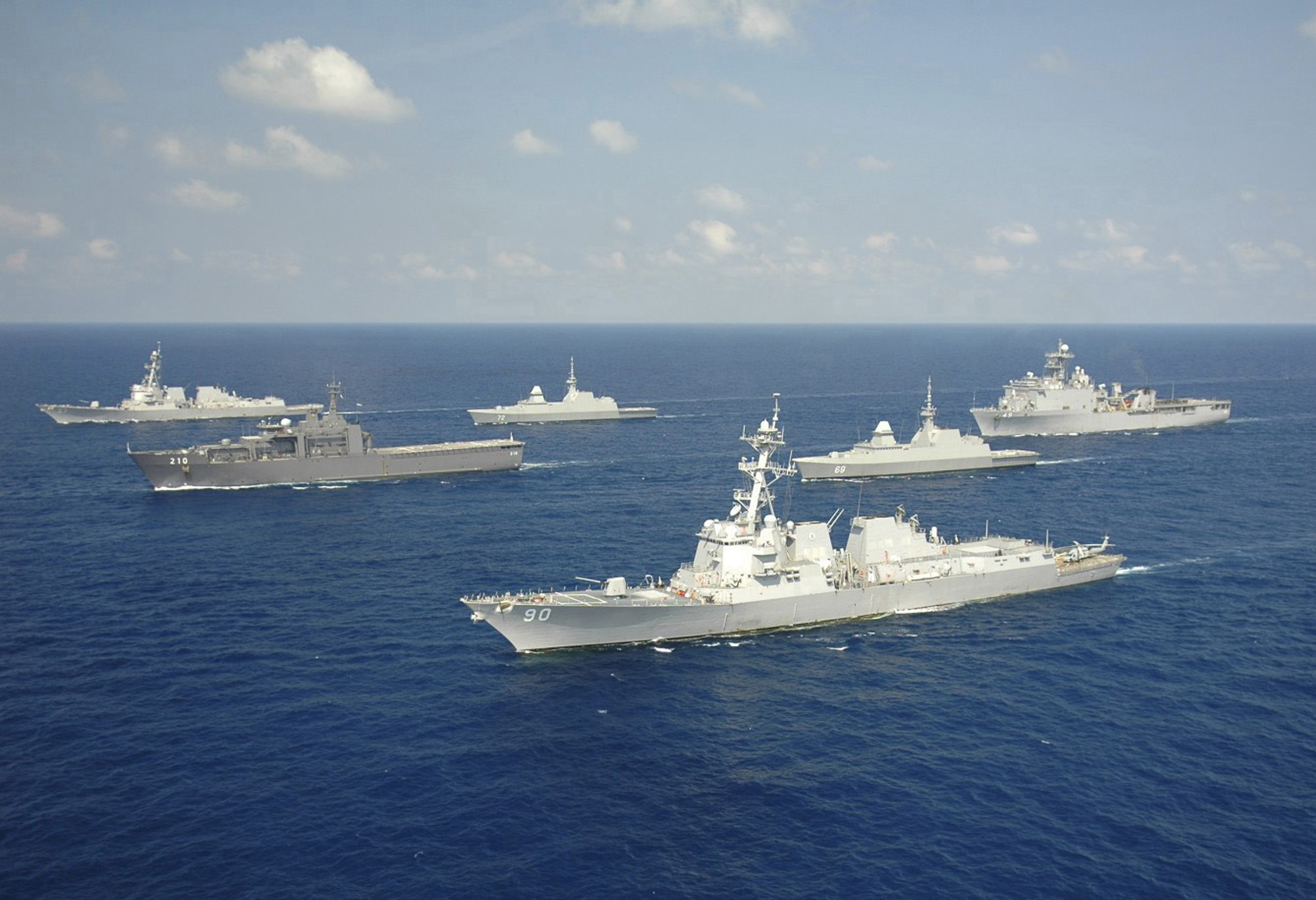
Ескадрені міноносці КРЗ типу "Арлі Берк" і сінгапурські фрегати типу «Лафайєт»

Основним бойовим суперником у водах Світового океану для есмінців проєкту 956 на 2009 рік є спроєктовані в 1980–1985 роках ескадрені міноносці КРЗ типу "Арлі Берк". Однак бойові якості цих есмінців, що належать двом різним поколінням, непорівнянні: есмінці проєкту 956 істотно поступаються американським кораблям типу «Арлі Берк» по цілому ряду показників. Вже до моменту введення у склад ВМС США першого есмінця типу «Арлі Берк» ескадрені міноносці проєкту 956 були технічно застарілими кораблями, позбавленими конструктивного захисту і багатофункціональної БІКС, з єдиною РЛС виявлення повітряних цілей, слабкими можливостями гідроакустичної станції з пошуку ПЧ, котлотурбінною ГЕУ і відносно слабкою ППО. Однак у есмінців проєкту 956 є також два недоліки, властивих і есмінцям «Арлі Берк» першої серії: відсутність вертолітного ангара та недостатня дальність плавання на оперативній швидкості, причому за останнім показником американські есмінці мають певну перевагу: 4400 миль на 20 вузлах проти 3940 миль на 18 вузлах для радянських есмінців 956-го проєкту. Єдиною перевагою радянського есмінця над типом «Арлі Берк» є більш потужне, ніж у американського есмінця, протикорабельне і артилерійське озброєння.

### Загальна оцінка проєкту
Оцінювати цей корабель досить складно, особливо з позиції «Треба б більше і краще». Безсумнівно, офіцери б хотіли каюти попросторіше, механіки - більш зручну в експлуатації дизель- або газотурбінну установку, протичовенники - найпотужнішу цифрову ГАС «Поліном», радіометристи - «Підкат» або що-небудь новіше для виявлення низьколетячих цілей... Але нашому ВМФ дістався саме такий корабель, який є.— 
У дуельній ситуації «хто кого» після витрачання з обох сторін протикорабельних ракет і при відсутності авіаційного прикриття ескадрений міноносець проєкту 956 «стає господарем становища в боротьбі з будь-яким надводним кораблем світу».
Незважаючи на те, що до 2010 року ескадрені міноносці проєкту 956, якщо порівнювати їх із новими кораблями четвертого покоління, безумовно застаріли, прекрасні модернізаційні можливості, наявні в проєкту, дозволяють надати йому необхідні в нових умовах бойові якості за допомогою заміни застарілих систем корабельного озброєння на більш сучасні.

## Використані джерела
1. ↑  Шоломів: перший «Борей» піде на північ, другий на схід. Архів оригіналу за 22 лютого 2014. Процитовано 29 листопада 2014.
2. 1 2 3  Павлов А. С. Есмінці 1 рангу. — Якутськ : Сахаполіграфіздат, 2000. — С. 2.
3. 1 2 3  Овсянніков С. В., Спиридопуло В. І. Радянський супересмінець третього покоління. Частина 1. Формування архітектурно-конструктивного вигляду // Історія корабля : альманах. — підприємець Богатов С. А., 2004. — Вип. 1. — № 1. — С. 6.
4. 1 2 3 4  Піскунов А. А., Безхмельніцин П. І. Звіт за результатами перевірки законності, повноти та своєчасності відшкодування у федеральний бюджет ВАТ «Суднобудівний завод „Північна верф“» витрат на будівництво двох ескадрених міноносців, проданих у КНР в 1999-2000 роках. — С. 3. Архівовано з джерела 9 липня 2012. Процитовано 2014-11-29.
5. 1 2  Овсянніков С. В., Спиридопуло В. І. Радянський супересмінець третього покоління. Частина 1. Формування архітектурно-конструктивного вигляду // Історія корабля : альманах. — підприємець Богатов С. А., 2004. — Вип. 1. — № 1. — С. 7.
6. 1 2 3 4 5 6 7 8  Апальков Ю. В. Кораблі ВМФ СРСР. Довідник у 4 томах. — СПб. : Галея Принт, 2003. — Т. II, частина I. Авіаносні кораблі. Ракетно-артилерійські кораблі. — С. 83. — ISBN 5-8172-0080-5.
7. 1 2  Апальков Ю. В. Кораблі ВМФ СРСР. Довідник в 4 томах. — СПб. : Галея Принт, 2003. — Т. II, частина I. Авіаносні кораблі. Ракетно-артилерійські кораблі. — С. 76.
8. 1 2 3  Овсянніков С. В., Спиридопуло В. І. Радянський супересмінець третього покоління. Частина 1. Формування архітектурно-конструктивного вигляду // Історія корабля : альманах. — підприємець Богатов С. А., 2004. — Вип. 1. — № 1. — С. 9.
9. ↑  Павлов А. С. Есмінці 1 рангу. — Якутськ : Сахаполіграфіздат, 2000. — С. 3.
10. 1 2 3 4  Овсянніков С. В., Спиридопуло В. І. Радянський супересмінець третього покоління. Частина 1. Формування архітектурно-конструктивного вигляду // Історія корабля : альманах. — підприємець Богатов С. А., 2004. — Вип. 1. — № 1. — С. 10.
11. 1 2  Павлов А. С. Есмінці 1 рангу. — Якутськ : Сахаполіграфіздат, 2000. — С. 4.
12. 1 2 3 4 5  Овсянніков С. В., Спиридопуло в. І. Радянський супересмінець третього покоління. Частина 1. Формування архітектурно-конструктивного вигляду // Історія корабля : альманах. — підприємець Богатов С. А., 2004. — Вип. 1. — № 1. — С. 12.
13. ↑  Платонов А. В. Радянські міноносці. — СПб. : Галея-Принт, 2003. — С. 73. — ISBN 5-8172-0078-3.
14. 1 2 3 4  Платонов А. В. Радянські міноносці. — СПб. : Галея-Принт, 2003. — С. 77.
15. ↑  Павлов А. С. Есмінці 1 рангу. — Якутськ : Сахаполіграфіздат, 2000. — С. 6.
16. ↑  Нікольський А. Останній радянський есмінець // Тайфун : альманах. — 2000. — Вип. 26. — № 7. — С. 2.
17. 1 2 3 4 5  Овсянніков С. В., Спиридопуло В. І. Радянський супересмінець третього покоління. Частина 1. Формування архітектурно-конструктивного вигляду // Історія корабля : альманах. — підприємець Богатов С. А., 2004. — Вип. 1. — № 1. — С. 11.
18. 1 2 3 4 5 6  Піскунов А. А., Безхмельніцин П. В. Звіт за результатами перевірки законності, повноти і своєчасності відшкодування у федеральний бюджет ВАТ «Суднобудівний завод „Північна верф“» витрат на будівництво двох ескадрених міноносців, проданих у КНР у 1999-2000 роках. — С. 4. Архівовано з джерела 9 липня 2012. Процитовано 2014-11-29.
19. ↑  Васильєв А. М. та ін. СПКБ. 60 років разом з флотом. — СПб. : Історія корабля, 2006. — С. 37. — 1500 прим. — ISBN 5-903152-01-5.
20. ↑  Павлов А. С. Есмінці 1 рангу. — Якутськ : Сахаполіграфіздат, 2000. — С. 15.
21. 1 2  Васильєв А. М. та ін. СПКБ. 60 років разом з флотом. — СПб. : Історія корабля, 2006. — С. 251.
22. ↑  Васильєв А. М. та ін. СПКБ. 60 років разом з флотом. — СПб. : Історія корабля, 2006. — С. 252.
23. 1 2 3 4 5 6 7 8  Павлов А. С. Есмінці 1 рангу. — Якутськ : Сахаполіграфіздат, 2000. — С. 8.
24. 1 2 3 4 5 6  Павлов А. С. Есмінці 1 рангу. — Якутськ : Сахаполіграфіздат, 2000. — С. 7.
25. 1 2 3 4 5 6 7 8  Овсянніков С. В., Спиридопуло В. І. Радянський супересмінець третього покоління. Частина 3. Відмітні особливості проекту 956 // Історія корабля : альманах. — підприємець Богатов С. А., 2005. — Вип. 3. — № 1. — С. 10.
26. 1 2 3  Овсянніков С. В., Спиридопуло В. І. Радянський супересмінець третього покоління. Частина 3. Відмітні особливості проекту 956 // Історія корабля : альманах. — підприємець Богатов С. А., 2005. — Вип. 3. — № 1. — С. 9.
27. 1 2 3 4 5 6  Овсянніков С. В., Спиридопуло В. І. Радянський супересмінець третього покоління. Частина 3. Відмітні особливості проекту 956 // Історія корабля : альманах. — підприємець Богатов С. А., 2005. — Вип. 3. — № 1. — С. 15.
28. 1 2 3 4 5 6 7 8 9 10 11 12 13 14 15 16 17 18  Овсянніков С. В., Спиридопуло В. І. Радянський супересмінець третього покоління. Частина 3. Відмітні особливості проекту 956 // Історія корабля : альманах. — підприємець Богатов С. А., 2005. — Вип. 3. — № 1. — С. 16.
29. 1 2 3 4 5 6 7 8 9 10  Павлов А. С. Есмінці 1 рангу. — Якутськ : Сахаполіграфіздат, 2000. — С. 9.
30. 1 2 3 4 5 6 7 8  Нікольський А. Останній радянський есмінець // Тайфун : альманах. — 2000. — Вип. 26. — № 7. — С. 4.
31. 1 2 3 4 5 6 7 8 9 10  Павлов А. С. Есмінці 1 рангу. — Якутськ : Сахаполіграфіздат, 2000. — С. 12.
32. 1 2  Овсянніков С. В., Спиридопуло В. І. Радянський супересмінець третього покоління. Частина 3. Відмітні особливості проекту 956 // Історія корабля : альманах. — підприємець Богатов С. А., 2005. — Вип. 3. — № 1. — С. 11.
33. 1 2  Овсянніков С. В., Спиридопуло В. І. Радянський супересмінець третього покоління. Частина 3. Відмітні особливості проекту 956 // Історія корабля : альманах. — підприємець Богатов С. А., 2005. — Вип. 3. — № 1. — С. 12.
34. 1 2 3 4  Павлов А. С. Есмінці 1 рангу. — Якутськ : Сахаполіграфіздат, 2000. — С. 11.
35. 1 2 3 4  Павлов А. С. Есмінці 1 рангу. — Якутськ : Сахаполіграфіздат, 2000. — С. 10.
36. 1 2 3 4  Овсянніков С. В., Спиридопуло В. І. Радянський супересмінець третього покоління. Частина 3. Відмітні особливості проекту 956 // Історія корабля : альманах. — підприємець Богатов С. А., 2005. — Вип. 3. — № 1. — С. 13.
37. 1 2 3 4 5 6 7  Нікольський А. Останній радянський есмінець // Тайфун : альманах. — 2000. — Вип. 26. — № 7. — С. 5.
38. 1 2 3 4 5 6 7  Овсянніков С. В., Спиридопуло В. І. Радянський супересмінець третього покоління. Частина 3. Відмітні особливості проекту 956 // Історія корабля : альманах. — підприємець Богатов С. А., 2005. — Вип. 3. — № 1. — С. 14.
39. 1 2 3 4  Овсянніков С. В., Спиридопуло В. І. Радянський супересмінець третього покоління. Частина 3. Відмітні особливості проекту 956 // Історія корабля : альманах. — підприємець Богатов С. А., 2005. — Вип. 3. — № 1. — С. 19.
40. ↑  Павлов А. С. Сторожовий корабель «Безстрашний». — Якутськ : Сахаполіграфіздат, 1997. — С. 12.
41. 1 2 3 4  Ескадрені міноносці проекту 956. atrina flot. Архів оригіналу за 20 серпня 2011. Процитовано 26. 01. 2011. {{cite web}}: Cite має пустий невідомий параметр: |datepublished= (довідка)
42. 1 2 3 4 5  РІА НОВИНИ — Шоломів: перший «Борей» піде на північ, другий на схід[недоступне посилання з липня 2019]
43. 1 2 3 4 5 6  Ескадрені міноносці проекту 956ЕМ. atrina flot. Архів оригіналу за 20 серпня 2011. Процитовано 5. 12. 2009. {{cite web}}: Cite має пустий невідомий параметр: |datepublished= (довідка)
44. 1 2 3 4 5 6 7 8 9  Овсянніков С. В., Спиридопуло В. І. Радянський супересмінець третього покоління. Частина 3. Відмітні особливості проекту 956 // Історія корабля : альманах. — підприємець Богатов С. А., 2005. — Вип. 3. — № 1. — С. 18.
45. 1 2  Васильєв А. М. та ін. СПКБ. 60 років разом з флотом. — СПб. : Історія корабля, 2006. — С. 264.
46. ↑  Ескадрені міноносці проекту 956Е. atrina flot. Архів оригіналу за 20 серпня 2011. Процитовано 5. 12. 2009. {{cite web}}: Cite має пустий невідомий параметр: |datepublished= (довідка)
47. 1 2  Павлов А. С. Есмінці 1 рангу. — Якутськ : Сахаполіграфіздат, 2000. — С. 14.
48. 1 2  Павлов А. С. Есмінці 1 рангу. — Якутськ : Сахаполіграфіздат, 2000. — С. 14-40.
49. ↑  Панов А. Ст. Морська сила Росії. — М. : Ексмо, 2005. — С. 394. — ISBN 5-699-10186-1.
50. ↑  Балакін С. А., Заблоцький В. П. Радянські авіаносці. Авіанесучі крейсери адмірала Горшкова. — М. : Колекція, Яуза, ЕКСМО, 2007. — С. 206-209. — (Арсенал колекція) — 3000 прим. — ISBN 978-5-699-20954-5.
51. ↑  Аристович Ю. Ю., Дем'янченко О. Д. Дивізія надводних кораблів Балтійського флоту // Тайфун : військово-технічний альманах. — 2001. — Вип. 33. — № 2. — С. 21.
52. ↑  Балакін С. А., Заблоцький В. П. Радянські авіаносці. Авіанесучі крейсери адмірала Горшкова. — М. : Колекція, Яуза, ЕКСМО, 2007. — 213 с.
53. 1 2 3  Павлов А. С. Есмінці 1 рангу. — Якутськ : Сахаполіграфіздат, 2000. — С. 13.
54. ↑  Нікольський А. Останній радянський есмінець // Тайфун : альманах. — 2000. — Вип. 26. — № 7. — С. 6.
55. ↑  Проте, слід зауважити, що подібна ситуація дуже малоймовірна.
56. ↑  Овсянніков С. В., Спиридопуло В. І. Радянський супересмінець третього покоління. Частина 3. Відмітні особливості проекту 956 // Історія корабля : альманах. — підприємець Богатов С. А., 2005. — Вип. 3. — № 1. — С. 20.